# Branko Stanković
Branislav „Branko” Stanković (szerbül: Бpaниcлaв "Бpaнкo" Cтaнкoвић; Szarajevó, 1921. október 31. – Belgrád, 2002. február 10.) boszniai–szerb labdarúgó hátvéd, edző.
A jugoszláv válogatott tagjaként részt vett az 1950-es és 1954-es labdarúgó-világbajnokságon, illetve az 1948. évi és az 1952. évi nyári olimpiai játékokon.